# 슬픈 꽃잎이 질 때
"슬픈 꽃잎이 질 때"는 1972년에 개봉한 대한민국의 영화이다.

## 캐스팅
- 남궁원
- 문희